# Treponematose
Treponematose is een verzamelnaam voor de sterk verwante aandoeningen framboesia (ook yaws), syfilis, bejel en pinta, die allemaal worden veroorzaakt door bacteriën van het geslacht Treponema, dat tot de spirocheten wordt gerekend.